# Tunica media

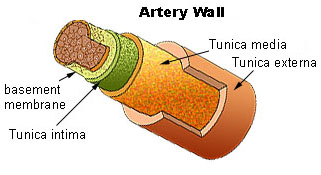

Wandaufbau eines Blutgefäßes

Die Tunica media (von lateinisch tunica „Gewand“, und medius „zentral“) ist die mittlere Schicht der Arterien und Venen (Blutgefäße). Häufig wird diese Schicht auch nur als Media bezeichnet. Sie besteht aus glatten Muskelzellen, Kollagen und elastischen Fasern. Sie liegt zwischen der innen liegenden Tunica intima und der außen befindlichen Tunica adventitia (auch als Tunica externa bezeichnet).

## Histologie
Die Stärke der bereits im 18. Jahrhundert von John Hunter entdeckten Muskelschicht ist von Blutgefäß zu Blutgefäß sehr unterschiedlich. Generell ist bei Arterien die Media besonders kräftig entwickelt und bildet die stärkste Wandschicht. Bei den Venen ist die Grenze der drei Wandschichten häufig sehr unscharf, während sie sich bei den Arterien klar voneinander abgrenzen. Bei Arterien kann sich zwischen Media und Tunica externa eine elastische Membran, die Membrana elastica externa und zwischen Media und Tunica intima die Membrana elastica interna befinden. Dies ist beispielsweise bei der Aorta der Fall.

## Die Media in Arterien
Bei Arterien ist die Tunica media für die Weite des Lumens und die Produktion von extrazellulärer Matrix verantwortlich. Bei großen Arterien ist die Media die stärkste Schicht. Die Muskelfasern haben die Aufgabe, dem Druck (Blutdruck) im Gefäß standzuhalten und ihn zu regulieren.
Durch den hohen Gehalt an elastischen Fasern in der Tunica media sehen elastische Arterien makroskopisch gelblich aus. Bei den muskulären Arterien dagegen besteht die Media aus dicht und schraubenförmig angeordneten glatten Muskelzellen und nur wenig elastischem und kollagenem Bindegewebe.
Die mittlere Stärke der Media beträgt in der Aorta thoracica 1,21 bis 1,43 mm und in der Aorta abdominalis (oberhalb der Aorta renales) 0,35 bis 0,73 mm.

## Die Media in Venen
Prinzipiell ist der Aufbau der Tunica media in Venen dem der Arterien gleich, allerdings haben Venen eine viel dünnere Muskelwand als Arterien.

## Pathologie
Die Muskelschicht in der Tunica media unterliegt verschiedenen degenerativen Prozessen, die zu einer abnehmenden Elastizität (Versteifung) der Gefäßwand, zu Verdickungen, Ablagerungen und Verengungen (Stenosen) führen können. Dies ist ein natürlicher Prozess, der durch eine altersbedingte, verminderte Regenerationsfähigkeit der beteiligten Zellen verursacht wird.
So spielt die Tunica media bei der Entstehung der Arteriosklerose eine wichtige Rolle. Durch eine Sättigung der Muskelschicht, durch erhöhte Druckanforderung insbesondere bei arterieller Hypertonie, kann die Muskelwand so stark werden, dass sie selbst nur schlecht mit Sauerstoff versorgt wird. Dies kann zu einem Absterben von Zellen und einer Vernarbung in der Muskelschicht führen. Das Lumen wird dann unter Umständen so stark eingeengt, dass zu wenig oder gar kein Blut mehr durch das betroffene Gefäß fließen kann. Durch den zu langsamen Blutfluss können sich wiederum Thromben und Koagel bilden, die zu einer Gefäßverstopfung führen können. Besonders betroffen davon sind die Arteriolen und Kapillargefäße.